# Nuestra Señora de las Mercedes
Nuestra Señora de las Mercedes va ser una fragata pertanyent a l'Armada espanyola, que va ser avarada al port de l'Havana el 1786 i que formava part del comboi que cobria la ruta comercial entre les colònies d'Amèrica i Espanya, amenaçada sovint per navilis del Regne Unit de la Gran Bretanya.

## Batalla i enfonsament
El 5 d'octubre de 1804, i tot i que eren temps de pau entre les dues nacions, es produeix la batalla del Cap de Santa Maria, que tingué com a conseqüència l'enfonsament de la fragata Nuestra Señora de las Mercedes, capitanejada pel comandant José Manuel de Goicoa y Labart, i en aquest moment acompanyada pels navilis Medea, Fama i Santa Clara, una flota al comandament del brigadier i polític espanyol José de Bustamante y Guerra (1759 - 1825), a causa de l'enfrontament amb els navilis de l'Armada britànica manats pel comodor de l'HMS Infatigable, i a part de Vicealmirall de la Marina Britànica, Graham Moore (Glasgow, 1764- 1843), en l'HMS Indefatigable, contra una flotilla formada per quatre fragates, sent l'HMS Amphion, amb 250 tripulants a bord i al comandament de Samuel Sutton, el que va provocar l'enfonsament de la fragata espanyola. La Nuestra Señora de las Mercedes havia partit de Montevideo el 9 d'agost de 1804, encara que provenia inicialment del port del Callao a Lima, Perú, i anava carregada amb or, plata, teles de vicunya, quina i canyella.
En el naufragi de la fragata moren 249 mariners; els 51 supervivents són fets presoners i traslladats al Regne Unit, entre ells el tinent de navili Pedro Afán de Rivera.
Aquest fet va tenir com a conseqüència el final de l'acord de pau entre Anglaterra i Espanya, i va ser el preludi de la batalla de Trafalgar.

## Descobriment i conservació

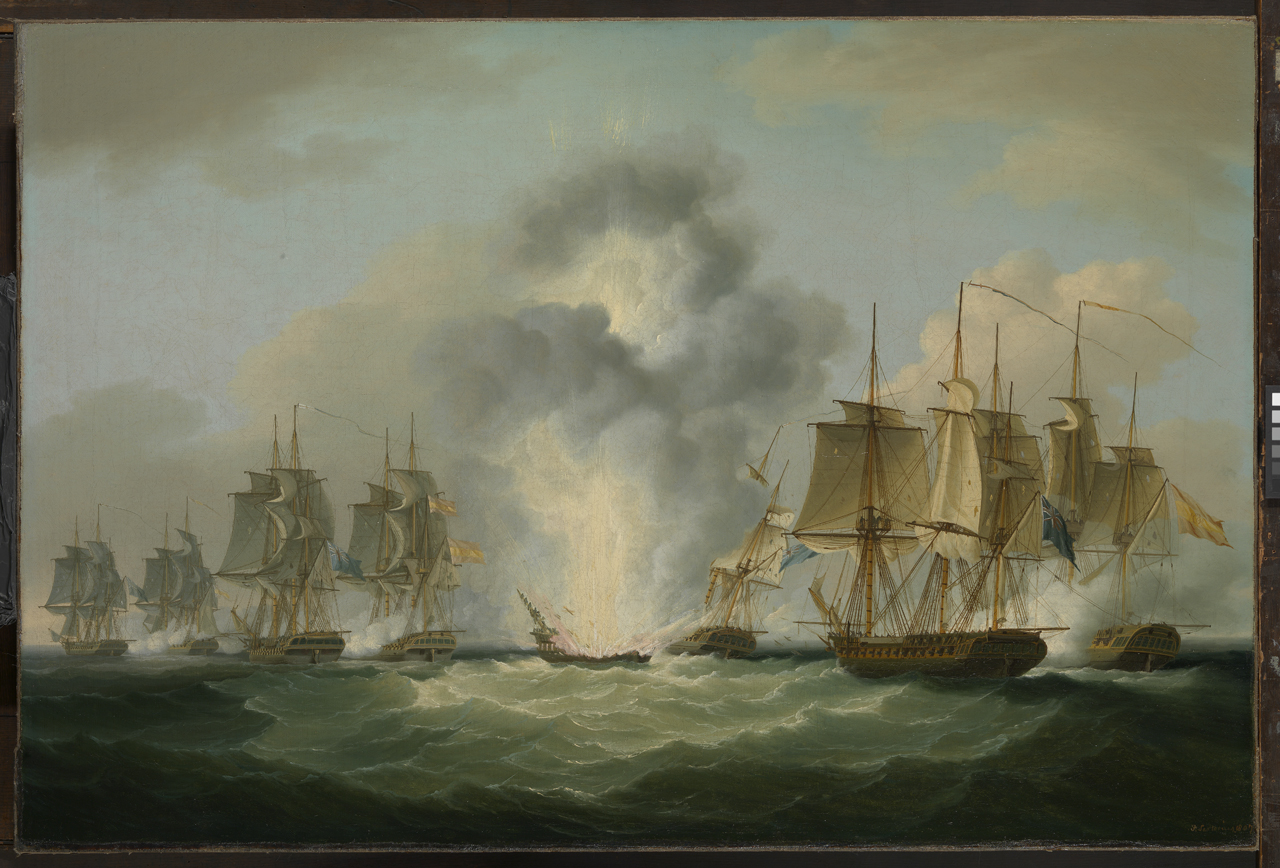
Reproducció del quadre de Francis Sartorius, propietat del Museu Marítim Nacional de Regne Unit. La voladura de la fragata Mercedes i la captura de l'esquadrilla de José de Bustamante y Guerra el 5 d'octubre de 1804 va originar la declaració de guerra al Regne de la Gran Bretanya i és l'antecedent immediat de la batalla de Trafalgar.

Els arqueòlegs submarins de l'empresa "caça-tresors" nord-americà Odyssey Marine Exploration van descobrir el mes de maig de 2007, a la zona del golf de Cadis, el derelicte de la fragata, les 500.000 monedes de plata i or (rals de vuit i escuts, tots ells de l'època de Carles IV de Castella i encunyats a Lima, Perú el 1803) i altres objectes van ser extrets i portats als Estats Units, on va començar un litigi entre Espanya i l'empresa nord-americana pels drets del naufragi.
El 21 de setembre de 2011, l'Onzè Tribunal d'Apel·lacions d'Atlanta (Geòrgia) va ratificar l'ordre d'un jutge de Florida perquè l'empresa lliurés el tresor a Espanya.
Odissey llavors va presentar un recurs contra la sentència que obligava a lliurar el tresor a Espanya, que va ser desestimat pel Tribunal d'Apel·lacions d'Atlanta el 30 de novembre de 2011.
El gener de 2012, i en una decisió que ja no admet recurs, el Tribunal Suprem dels Estats Units rebutja el recurs d'Odyssey Marine Exploration i obliga la companyia a tornar a Espanya les prop de 500 000 monedes tretes del vaixell el 2007.
Finalment, el 25 de febrer de 2012, el tresor de 17 tones és traslladat per dos avions Hèrcules de l'Exèrcit de l'Aire des de Florida a la base aèria de Torrejón de Ardoz.

## Modelisme Naval
OcCre incorpora des de l'any 2016 a la seva col·lecció de modelisme naval, la reproducció a escala 1:85 de la fragata Nuestra Señora de las Mercedes. Fidel als detalls de les fragates de l'època, aquesta reproducció de la Nuestra Señora de las Mercedes, compleix tots els estàndards de l'època.